# Comac
La Commercial Aircraft Corporation of China, Ltd. (cinese semplificato: 中国商用飞机有限责任公司; cinese tradizionale: 中國商用飛機有限責任公司; pinyin: Zhōngguó shāng yòng fēijī yǒuxiàn zérèn gōngsī), abbreviato in Comac (中国商飞; 中國商飛; Zhōngguó shāngfēi) è un'azienda aerospaziale cinese di proprietà statale fondata l'11 maggio 2008 a Shanghai. L'impresa ha un capitale registrato di 19 miliardi di renminbi (1,76 miliardi di euro a maggio 2008) ed è stata creata per progettare e costruire aerei passeggeri di grandi dimensioni, ponendosi quindi in competizione con Airbus e Boeing.
Il primo aviogetto messo in commercio è stato l'ARJ21, che sarà seguito dal C919, il cui ingresso in esercizio è previsto per il 2021. Il quartier generale della società è a Pudong, distretto di Shanghai.
Il 24 marzo 2011 l'azienda ha stretto un accordo con il costruttore canadese di aerei commerciali Bombardier Aerospace per una cooperazione strategica a lungo termine nei velivoli civili. L'obiettivo della collaborazione tra le due società è di infrangere il duopolio Airbus-Boeing.
Sempre nel 2011, in giugno, Comac ha siglato un accordo con la compagnia aerea irlandese Ryanair per collaborare nello sviluppo del C919, aereo da 200 posti che dovrà competere con l'Airbus A320 e il Boeing 737.

## Modelli

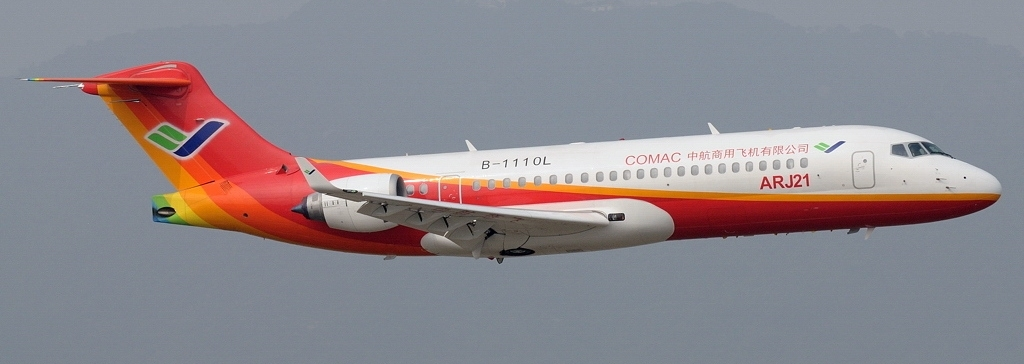
Un Comac ARJ21-700.

| Aeromobile | Descrizione                                      | Posti (min-max) | Data di lancio | Primo volo         | Prima consegna |
| ---------- | ------------------------------------------------ | --------------- | -------------- | ------------------ | -------------- |
| ARJ21      | 2 motori, in coda, corridoio unico (narrow-body) | 70-105          | 2002           | 2010               | 2016           |
| C919       | 2 motori, corridoio unico (narrow-body)          | 150-190         | 2008           | 2017               | 2023           |
| CR929      | 2 motori, corsie gemelle (wide-body)             | 250-290         | 2011           | 2027 (pianificato) |                |
| C939       | 2 motori, corsie gemelle (wide-body)             | 390-400         | proposto       |                    |                |